# Robert Dickson Crane
Robert Dickson Crane (* 26. März 1929 in Cambridge, Massachusetts, USA; † 12. Dezember 2021) war ein US-amerikanischer Jurist und führender muslimischer Aktivist. Im Bereich der US-Außenpolitik versah er mehrere beratende Funktionen, insbesondere für Richard Nixon. Er gehörte zu den Begründern des Center for Strategic and International Studies und des International Institute of Islamic Thought (IIIT).

## Biografie

### Ausbildung
Während eines Aufenthaltes im Nachkriegsdeutschland ab 1948 begann Crane an der Ludwig-Maximilians-Universität München ein Studium der Religionssoziologie. Nach seiner Rückkehr in die USA wurde er zunächst B.A. an der Northwestern University in Evanston und anschließend Juris Doctor an der Harvard Law School in Cambridge. Im Laufe seines dortigen Studiums gründete er das Harvard International Law Journal, eine halbjährlich erscheinende wissenschaftliche Zeitschrift für Völkerrecht. 1960 wurde er zur Rechtsanwaltskammer (Bar association) des District of Columbia zugelassen.

### Politische Karriere
1962 gehörte er neben Admiral Arleigh Burke und Botschafter David M. Abshire zu den Gründern des CSIS, einer überparteilichen außenpolitischen Denkfabrik in Washington, D.C. 1966 verließ er diese Stelle und wurde Direktor am Hudson Institute unter Leitung von Herman Kahn.
Von der Kubakrise 1962 bis zu den Vorbereitungen für die Präsidentschaftswahl in den Vereinigten Staaten 1968 war Crane der wichtigste außenpolitische Berater des Präsidentschaftskandidaten Richard Nixon. Im Januar 1969, kurz nach Nixons Wahl zum US-Präsidenten, wurde Crane zum stellvertretenden Direktor des Nationalen Sicherheitsrates der USA ernannt. Diesen Posten behielt er jedoch nur einen Tag, da er auf Veranlassung von Henry Kissinger entlassen wurde. Anschließend war er im US-Außenministerium Assistent von Elliot L. Richardson.
Auf Ersuchen des US-Außenministeriums war er ab 1976 während eines Jahres Berater des Finanzministers von Bahrain. 1981 wurde er von Präsident Ronald Reagan als erster muslimischer US-Botschafter in den Vereinigten Arabischen Emiraten ernannt. Aufgrund der Opposition von Alexander Haig wurde diese Ernennung jedoch zurückgezogen.

### Muslimischer Aktivist
Seit den frühen 1980er Jahren betätigte sich Crane fast ausschließlich als muslimischer Aktivist. Von 1983 bis 1986 leitete er die Abteilung für Islamische Mission am Islamic Center of Washington. 1986 trat er dem IIIT als Direktor für Publikationen bei und war einer der Begründer des American Muslim Council. Zusammen mit Charles E. Butterworth gehörte er zu den ersten Beiräten des Minaret of Freedom Institute, einer 1993 gegründeten islamischen libertären Organisation in Bethesda, Maryland.
Am 1. Januar 2012 erhielt Crane von der Qatar Foundation eine Professorenstelle und wurde Direktor eines neu errichteten Forschungszentrums an der Qatar Faculty of Islamic Studies (QFIS), das sich mit den Ursprüngen und den zukünftigen Möglichkeiten des sogenannten Arabischen Frühlings befasst.